# 빅터 샤카
빅터 샤카(영어: Victor Shaka, 1967년 2월 2일 ~ )는 나이지리아 출신의 축구 선수이다. K리그에서 등록명은 빅토르를 사용하였으며 공격수로 활약하였다.

## 클럽 경력
안양 LG 치타스 (현 FC 서울)에 1997년 4월 입단하여 1997 시즌-1999 시즌 세 시즌 동안 시즌 통산 66경기 14득점-5도움 (정규리그 40경기 9득점-3도움 / 리그컵 26경기 5득점-2도움)의 기록을 남겼으며 1999 시즌 여름이적 시장에 울산 현대의 장형석과 트레이드되어 이적하였다.
울산 현대로 이적하여 1999 시즌-2000 시즌 두 시즌 동안 시즌 통산 33경기 8득점-5도움(정규리그 25경기 8득점-3도움 / 리그컵 8경기 0득점-2도움)의 기록을 남겼다.
2001 시즌 다시 부산 아이콘스로 이적하여 2001 시즌-2002 시즌 두 시즌 동안 통산 9경기 3득점-0도움 (정규리그 5경기 2득점-0도움 / 리그컵 4경기 1득점-0도움)의 기록을 남겼다.